# Bangunrejo Lor
Bangunrejo Lor is een bestuurslaag in het regentschap Ngawi van de provincie Oost-Java, Indonesië. Bangunrejo Lor telt 2659 inwoners (volkstelling 2010).